# Martin Fraisl
Martin Fraisl (Wolfsbach, 10 maggio 1993) è un calciatore austriaco, portiere del Mafra.

## Carriera
Inizia la propria carriera nel Wiener SK dove gioca da titolare due stagioni di Regionalliga; successivamente si trasferisce al Wiener Neustadt in Erste Liga dove visto lo scarso impiego rimane solamente sei mesi al termine dei quali viene ceduto al Floridsdorfer. Nel 2018 viene acquistato dai rumeni del Botoșani con cui gioca 15 incontri in Liga I ed uno in coppa nazionale; al termine della stagione si trasferisce in Germania al Sandhausen con cui ottiene fin da subito un ruolo da titolare in 2. Bundesliga. Il 20 gennaio 2021 passa all'ADO Den Haag.

## Statistiche
Statistiche aggiornate al 23 febbraio 2021.

### Presenze e reti nei club
| Stagione             | Squadra              | Campionato           | Campionato | Campionato | Coppe nazionali | Coppe nazionali | Coppe nazionali | Coppe continentali | Coppe continentali | Coppe continentali | Altre coppe | Altre coppe | Altre coppe | Totale | Totale | Totale |
| Stagione             | Squadra              | Comp                 | Pres       | Reti       | Comp            | Pres            | Reti            | Comp               | Pres               | Reti               | Comp        | Pres        | Reti        | Pres   | Reti   |        |
| -------------------- | -------------------- | -------------------- | ---------- | ---------- | --------------- | --------------- | --------------- | ------------------ | ------------------ | ------------------ | ----------- | ----------- | ----------- | ------ | ------ | ------ |
| 2013-2014            | Wiener SK            | RL                   | 21         | -30        | CA              | 0               | 0               |                    | -                  | -                  |             | -           | -           | 21     | -30    |        |
| 2014-2015            | Wiener SK            | RL                   | 29         | -52        | CA              | 2               | -14             |                    | -                  | -                  |             | -           | -           | 31     | -66    |        |
| Totale Wiener SK     | Totale Wiener SK     | Totale Wiener SK     | 50         | -82        |                 | 2               | -14             |                    | -                  | -                  |             | -           | -           | 52     | -96    |        |
| 2015-gen. 2016       | Wiener Neustadt      | 1L                   | 1          | -2         | CA              | 2               | -3              |                    | -                  | -                  |             | -           | -           | 3      | -5     |        |
| gen.-giu. 2016       | Floridsdorfer        | 1L                   | 15         | -26        | CA              | 0               | 0               |                    | -                  | -                  |             | -           | -           | 15     | -26    |        |
| 2016-2017            | Floridsdorfer        | 1L                   | 13         | -13        | CA              | 2               | 0               |                    | -                  | -                  |             | -           | -           | 15     | -13    |        |
| 2017-2018            | Floridsdorfer        | 1L                   | 34         | -71        | CA              | 1               | -3              |                    | -                  | -                  |             | -           | -           | 35     | -74    |        |
| Totale Floridsdorfer | Totale Floridsdorfer | Totale Floridsdorfer | 62         | -110       |                 | 3               | -3              |                    | -                  | -                  |             | -           | -           | 65     | -113   |        |
| 2018-2019            | Botoșani             | L1                   | 15         | -10        | CR              | 1               | -2              |                    | -                  | -                  |             | -           | -           | 16     | -12    |        |
| 2019-2020            | Sandhausen           | 2L                   | 34         | -45        | CG              | 1               | -1              |                    | -                  | -                  |             | -           | -           | 35     | -46    |        |
| 2020-gen. 2021       | Sandhausen           | 2L                   | 11         | -21        | CG              | 1               | -1              |                    | -                  | -                  |             | -           | -           | 12     | -22    |        |
| Totale Sandhausen    | Totale Sandhausen    | Totale Sandhausen    | 45         | -66        |                 | 2               | -2              |                    | -                  | -                  |             | -           | -           | 47     | -68    |        |
| gen.-giu. 2021       | ADO Den Haag         | ED                   | 3          | -5         | CO              | 0               | 0               |                    | -                  | -                  |             | -           | -           | 3      | -5     |        |
| Totale carriera      | Totale carriera      | Totale carriera      | 176        | -275       |                 | 10              | -24             |                    | -                  | -                  |             | -           | -           | 186    | -299   |        |

## Palmarès

### Club

#### Competizioni nazionali
- Campionato danese: 1

Midtjylland: 2023-2024